# 드라마이즘
드라마이즘(일본어: ドラマイズム)은 TBS 텔레비전 계열에서 매주 일요일의 드라마이다.

## 개요
마이니치 방송에서는 월요일 새벽 (일요일 자정)에 2014년 이후 3년, TV 드라마를 드라마 범위의 이름을 명명하지 않고 요일이나 시간대로 방송 해왔다.(마이니치 방송의 심야 드라마 범위를 참조) 
마이니치 방송이 틀 무명의 심야 드라마 범위를 시작한 2008년 이후 축적 된 심야 드라마의 노하우를 살려 지금까지 틀 무명이었던 방송국 제작의 심야 드라마를 폐 프레임 취급하고 새로운 틀 이름을 가진 심야 드라마 범위 "드라마 이즘"을 설치했다.
또한 "드라마 이즘"이라는 틀 이름은 마이니치 방송이 방송하는 심야 애니메이션 범위 "애니메이션 이즘"의 (텔레비전) 드라마 버전이라는 뉘앙스로 붙일 수있다.
이시기에는 "애니메이션 이즘"· "드라마 이즘"의 자매 버전으로 동영상 배달 서비스 "MBS 동영상 이즘"도 오픈되어있다.

## 작품 소개

### 2010년대

#### 2016년
- 《디아즈 폴리스 이방경찰》
- 《OL이지만, 캐바양 시작했습니다》
- 《사채꾼 우시지마 Season3》
- 《피안도 Love is over》
- 《친애하는 민박님.》
- 《사키-Saki-》

#### 2017년
- 《호쿠사이와 밥만 있으면》
- 《웃는 마네키네코》
- 《파이널 판타지 XIV 빛의 아버지》
- 《괴수 클럽~공상 특촬청춘기~》
- 《정말로 항해하고 있습니다.》
- 《이토군 A to E》
- 《사랑하는 홍콩》
- 《달걀프라이의 노른자 언제 깨?》
- 《사키-Saki- 아치가편 episode of side-A》

#### 2018년
- 《카케구루이》
- 《나를 ××하십시오! / 오빠 친구》
- 《할 수 있었을지도 위원회》
- 《각오 좋은가 거기 여자.》
- 《정말로 항해하고 있습니다.~Second Season~》
- 《문학 처녀》
- 《룸 론더링》
- 《이 사랑은 죄인가!?》

#### 2019년
- 《어젯밤은 재미 였어요》
- 《BACK STREET GIRLS -고쿠돌스-》
- 《카케구루이 Season2》
- 《도립 미즈쇼!~레이와~》
- 《스캄》
- 《REAL⇔FAKE》
- 《왼손잡이 엘렌》

#### 2020년
- 《세대전쟁》
- 《죽고 싶은 밤에 한해》
- 《비디오 연구소에 손을 대지 마라!》
- 《거친 계절의 소녀들이여》
- 《그 인연, 전해드립니다 -메르카리였던 진짜 이야기-》
- 《년의 차혼》

#### 2021년
- 《호리미야》
- 《걸건 레이디》
- 《REAL⇔FAKE 2nd Stage》
- 《당한 쪽의 비극》
- 《도쿄 제면소》
- 《린코 씨는하고 싶다》